# Ryan Cochrane
Ryan Andrew Cochrane, född 29 oktober 1988 i Victoria i British Columbia, är en kanadensisk simmare.
Cochrane blev olympisk silvermedaljör på 1500 meter frisim vid sommarspelen 2012 i London.